# Crisis diplomática entre Siria y Turquía de 1998
La crisis turco-siria fue una crisis diplomática surgida entre el gobierno derechista de Süleyman Demirel en Turquía y el gobierno baazista de Hafez al-Assad, quién brindaba apoyo al grupo terrorista kurdo PKK, así como asilo político a su líder Abdullah Öcalan. El apoyo que Siria daba a los separatistas kurdos en Turquía va a ser utilizado como argumento por el gobierno turco para iniciar una política agresiva contra su vecino árabe, sin embargo detrás se hallaban otros intereses de por medio, como lo era el control de los recursos hídricos, por lo que esta crisis a veces ha sido referida como "La crisis de agua".
Otros motivos previos detrás de la crisis se encuentran en la firma del marzo de 1996 de un acuerdo de cooperación militar entre Turquía e Israel, quién presionó a Turquía a adoptar una política más agresiva contra los países árabes. Tras meses de violentas tensiones, la crisis terminó cuando las partes enfrentadas acordaron un tratado antiterrorista en Adana y el presidente Hafez accedió a dejar de brindar protección a Öcalan, quién sería expulsado de Siria.